# Michel Armand de Broc
Pour les articles homonymes, voir de Broc.
Michel Armand de Broc, né le 3 décembre 1707 et mort le 4 avril 1775 au château des Perrais (Parigné le Pôlin), est un officier français, commandeur de l'Ordre Royal et militaire de Saint Louis, commandeur de Bretagne puis d'Alsace, maréchal des camps et armées du roi.

## Biographie
Michel Armand, marquis de Broc, vicomte de Foulletourte, seigneur des Perrais, de Pescheraye, de Livernois, de Guesselard, etc. est le fils aîné de Michel, comte de Broc, vicomte de Foulletourte, seigneur des Perrais, de Pescheraye, de Mondan, de la Roche Tabary, du Breil, etc., capitaine au régiment de la Reine.
Il est né au château de sa mère, à Pescheraye, le 3 décembre 1707, et fut baptisé en la paroisse Saint Pierre du Breil.

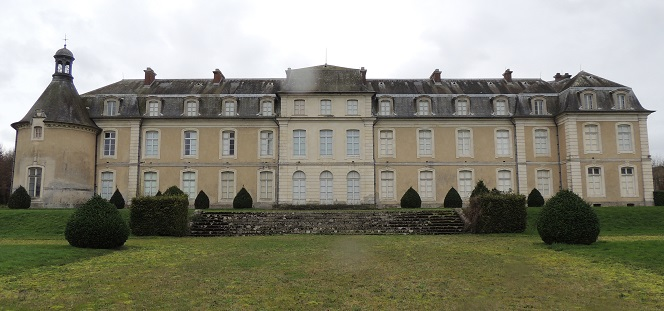
Corps de logis principal du château des Perrais

Sa carrière militaire fut aussi brillante que longue (52 ans), de sa lieutenance à 15 ans (1722) jusqu'à sa retraite, comme gouverneur d'Alsace, en 1774.
Le 19 mai 1732, il se marie, en Alsace, à demoiselle Jacqueline de Duminique de Milon, fille du commandant de Fribourg. Le château de Kintzheim rentra ainsi dans la famille de Broc.
Il eut en dot la vicomté des Perrais et Foulletourte.
Il vendit ses terres de Pescheraye en 1769.
Il embellit considérablement son château des Perrais en faisant construire le corps de logis principal.
Il est mort aux Perrais, sans enfants, le 4 avril 1775 et est inhumé dans le chœur de l'église de Parigné-le-Pôlin, comme en témoigne son épitaphe dans ladite église.

## Le combat de Saint-Cast
Le 11 septembre 1758, le marquis de Broc a commandé le débuché du centre de l'armée du duc d'Aiguillon.

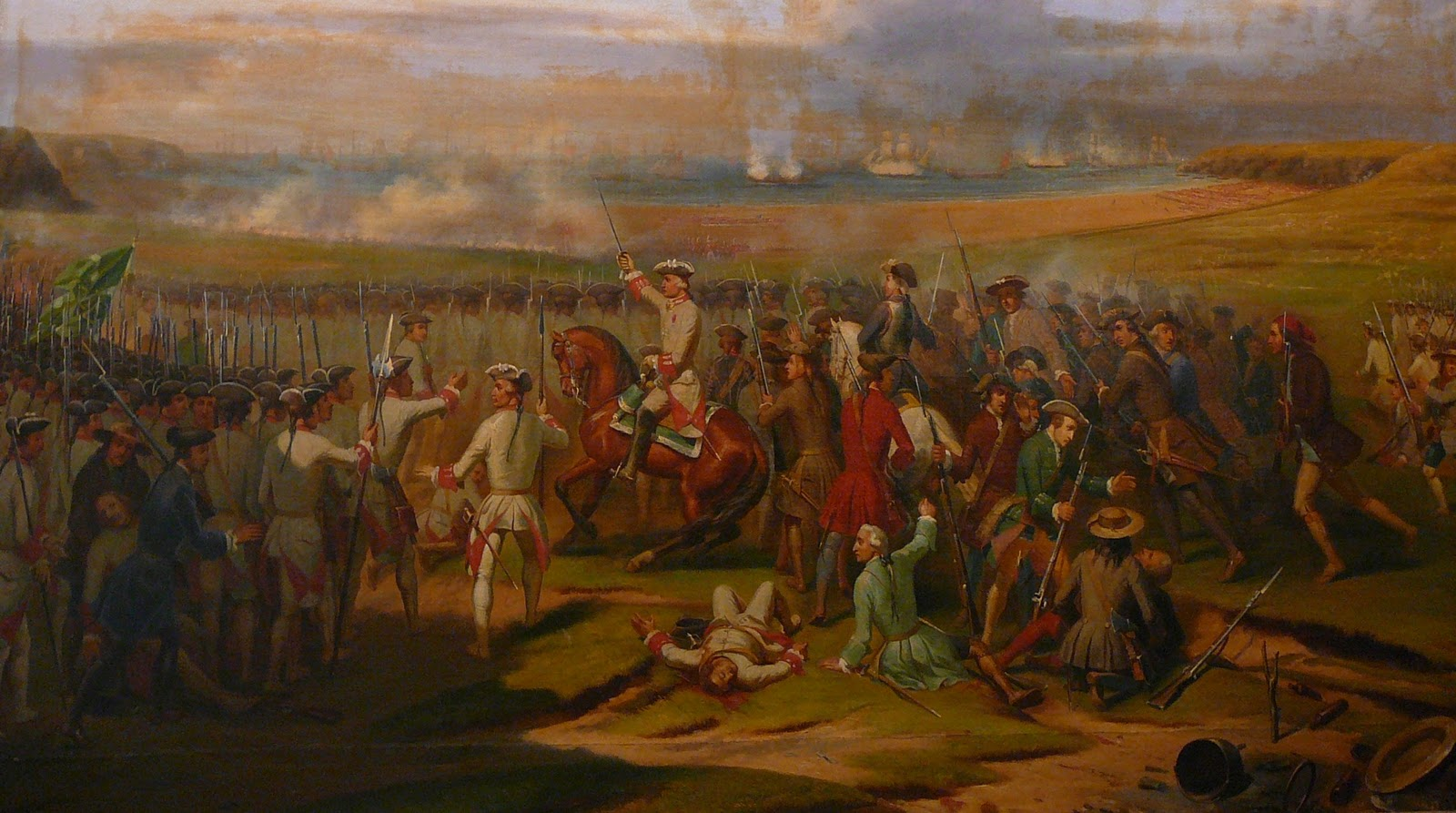
Bataille de Saint-Cast.

Il contribua à rejeter puissamment les Anglais à la mer.
Pour ce fait d'armes, le général en chef envoya Michel Armand à Versailles porter au Roi Louis XV les trophées et drapeaux pris à l'ennemi. Le roi le combla d'honneur et érigea ses terres en marquisat.

## États de service

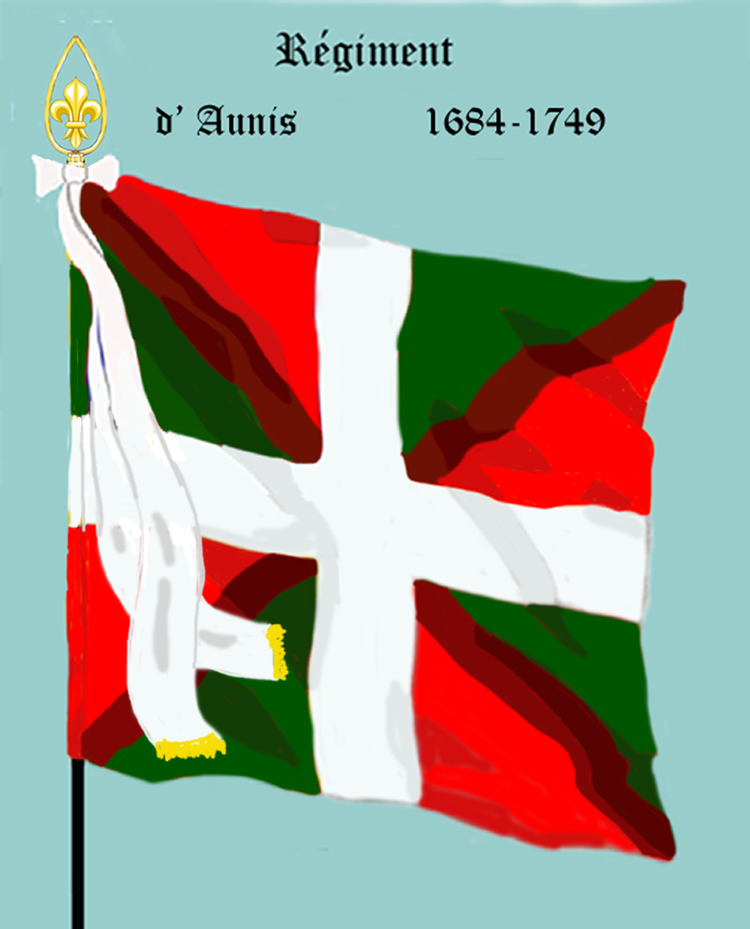
drapeau d'ordonnance du régiment d'Aunis

- 22 janvier 1722 : lieutenant au régiment du Roi, infanterie. Camp de Montreuil
- drapeau d'ordonnance du régiment de Bourbon20 novembre 1724 : lieutenant dans la compagnie de Ligny, régiment du Roi, infanterie. Sièges de Guerra d'Adda, de Pizzighitone,
- 1733 : Siège du château de Milan

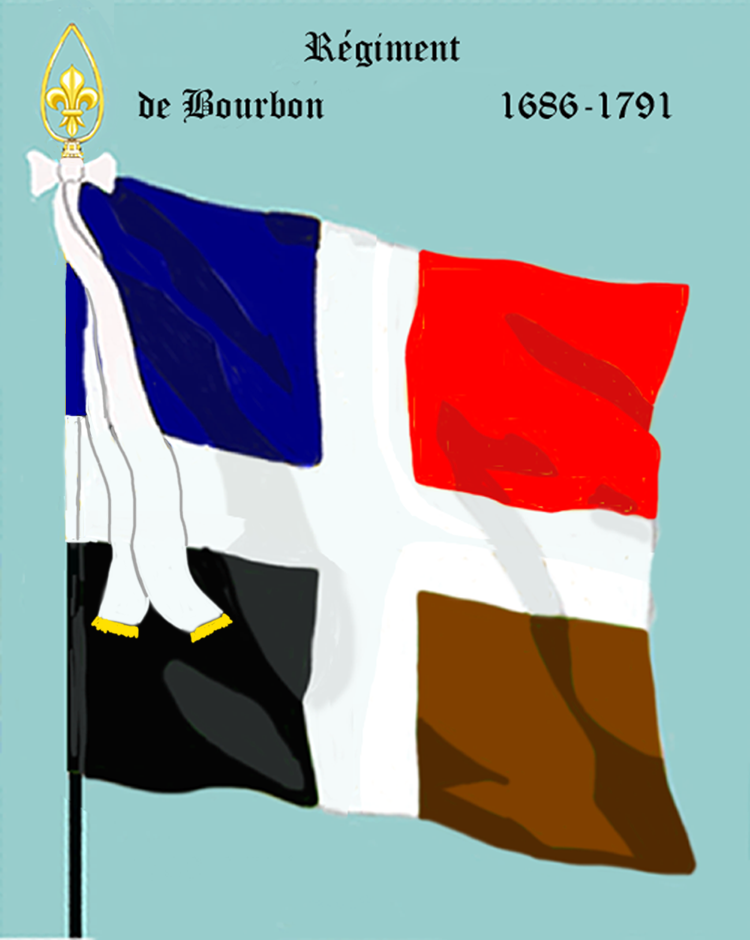
drapeau d'ordonnance du régiment de Bourbon

- 1734 : Sièges de Tortone, de Novarre et de Sarraville
- 1er mars 1734 : nommé capitaine d'une compagnie qui commanda à l'l'attaque de Colorno, aux batailles de Parme et de Guastalla, au siège de la Mirandole
- 1735 : Sièges de Revéré, de Reggio et de Gonzague
- 1739 : camp de Compiègne
- 1742 : Combat de Sahay, ravitaillement de Frauenberg, retraite de Prague
- 1743 : Bataille de Dettingen, blessé deux fois
- 1745 : Sièges de Menin, d'Ypres, de Furnes, affaire de Haguenau, siège de Fribourg, bataille de Fontenoy (blessé), sièges de Tournay, Oudenarde, Dendermonde et Ath
- 1746 : Siège de Bruxelles et bataille de Raucoux
- 1747 : Bataille de Lawfeldt
- 11 septembre 1758 : Bataille de Saint-Cast
- 1761-1769 : gouverneur en second et commandant inspecteur des troupes de Bretagne[2]
- 1770-1774 : gouverneur et haut commandeur de la province d'Alsace

## Décorations, titres, honneurs...
- 17 août 1738 : chevalier de l'Ordre de Saint Louis
- 16 mars 1744 : lieutenant de la compagnie colonelle  du régiment du Roi (rang de capitaine)
- 7 août 1747 : colonel du régiment d'infanterie d'Aunis, qu'il commanda en Provence, puis en Italie
- 1er février 1749 : colonel lieutenant du régiment de Bourbon-infanterie. Il commanda ce corps au camp de Sarre-Louis en 1753, sur les côtes en 1756, 1757 et 1758
- 24 mars 1751 : monté dans le carrosse du Roi[3]
- 15 octobre 1758 : créé brigadier d'infanterie par le Roi[4]
- 20 février 1761 : maréchal de camp

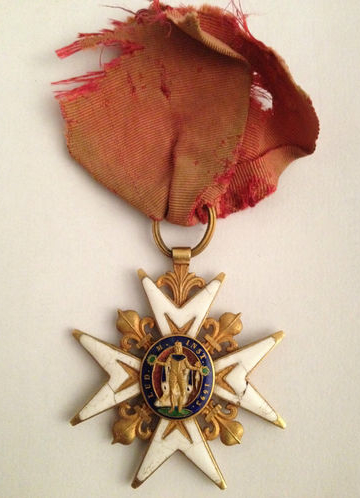
Croix de Chevalier de l'Ordre Royal et Militaire de Saint Louis

- Croix de Chevalier de l'Ordre Royal et Militaire de Saint Louis 1er septembre 1764 : commandeur de l'Ordre Royal et militaire de Saint Louis
- 13 décembre 1765 : commandant militaire de Bretagne
- 1767 : commandant militaire d'Alsace